# АТИС
АТИС — общепринятая транслитерация от английского ATIS (automatic terminal information service — служба автоматической передачи информации в районе аэродрома). Служба «предназначена для того, чтобы обеспечить пилота полным объёмом информации об аэродроме, необходимой ему, чтобы принять чёткое решение о заходе и посадке или взлёте». Служба АТИС осуществляет приём, обработку и вещание метеорологической, аэродромной и орнитологической информации для аэродрома в соответствии с международными и российскими стандартами для сводок АТИС.
Служба АТИС является элементом полётно-информационного обслуживания и играет второстепенную, вспомогательную роль в аэронавигационном обслуживании полётов, где безусловным приоритетом обладает диспетчерское обслуживание.
Использование АТИС позволяет снизить нагрузку на диспетчера службы движения, делая ненужной передачу одних и тех же сведений каждому новому экипажу в зоне его ответственности.

## Особенности работы системы
Передача информации осуществляется на определённой для каждого аэродрома частоте, которую можно уточнить по навигационным сборникам. Информация передаётся непрерывно и циклично, то есть сообщение, обычно длительностью не больше минуты, повторяется снова и снова. В международных аэропортах АТИС вещает как на русском, так и на английском языке, иногда на разных частотах.
Сводки АТИС бывают очередные и специальные. Очередные сводки формируются в 00 минут и 30 минут каждого часа. Специальные сводки формируются при существенных изменениях погодных условий (понятие «существенный» подразумевает переход через определённые критерии) или изменении в навигационной информации, влияющей на производство полетов в районе аэродрома. При формировании сводки АТИС каждому новому сообщению присваивается буквенный индекс. Этот код (буква латинского алфавита) передаётся в начале и в конце каждого сообщения посредством фонетического алфавита (например, A — Alpha, B — Bravo, C — Charlie и т. д.). При выходе на связь с диспетчером экипаж указывает код последнего прослушанного сообщения АТИС. Таким образом диспетчер всегда знает, имеет ли пилот самую свежую информацию и, при необходимости, просит его прослушать новое сообщение.
Сообщения формируются с соблюдением общих требований по авиационной фразеологии (например, особое произношение букв, цифр и т. п.).

## Содержание сообщения АТИС
Содержание сообщения АТИС регламентировано соответствующими нормативными документами.
- Позывной канала (например, Шереметьево-АТИС).
- Буквенный индекс текущей информации.
- Время наблюдения передаваемой метеоинформации по МСВ — международному скоординированному времени (UTC)[4].
- Возможные системы захода и рабочие полосы.
- Состояние взлетно-посадочной полосы, например, наличие воды или снега, и коэффициент сцепления.
- Эшелон перехода.
- Важная информация, не включенная в НОТАМ.
- Орнитологическая обстановка.
- Направление и скорость ветра (у земли, на высоте до 100 метров, на высоте круга). Направление ветра указывается как метеорологическое[5] магнитное направление ветра[6].
- Видимость и дальность видимости на рабочей ВПП. При условиях CAVOK (сокр. Ceiling And Visibility OK — «нижняя граница облачности и видимость хорошие»: видимость более 10 км, отсутствие облачности ниже 1500 м, отсутствие особых явлений погоды, отсутствие конвективной облачности) в сводку включается сокращение CAVOK, а характеристики видимости и облачности опускаются.
- Атмосферные явления (осадки, грозы, туман, дымка, пыльная буря, метель и т. д.).
- Облачность.
- Температура и точка росы.
- Приведённое давление (QNH)[7][8] в мм рт. ст. и гПа для установления барометрического высотомера. Давление на уровне порога (QFE) передаётся по запросу КВС[9].
- Дополнительная метеоинформация для зон захода на посадку, взлета и набора высоты.
- Метеорологический прогноз на ближайшие два часа (прогноз на посадку «ТРЕНД»).
- Особые указания в отношении АТИС, например, необходимость передавать индекс при выходе на связь с диспетчером.

## Особенности метеорологического обеспечения АТИС
Стандартами ИКАО и нормативными документами РФ предусмотрено, что для формирования сообщений АТИС, как и для использования диспетчерским составом, предоставляется метеорологическая информация в форме так называемых местных сводок. Хотя информация местных сводок и сводок, отправляемых за пределы аэродрома (сводки METAR/SPECI) группируется во многом схожим образом (ветер, видимость и дальность видимости на ВПП, явления погоды, облачность и т. д.), между ними существует принципиальная разница. Местные сводки содержат более оперативную и более конкретную информацию, предназначенную для немедленного использования, а сводки METAR/SPECI — для ознакомления с метеоусловиями на аэродроме.
Основные отличия между этими видами сводок следующие:
- Ветер

Местные сводки. Указывается основная ВПП и приводятся данные, репрезентативные для её порога. Данные определяются осреднением за 2 минуты; учитывается (по российским правилам) поправка на магнитное склонение; кроме приземного ветра предоставляется информация о ветре на высотах.
METAR/SPECI. Данные определяются осреднением за 10 минут; магнитное склонение не учитывается; рабочая полоса не указывается, определяются характеристики ветра, репрезентативные для аэродрома в целом.
- Видимость

Местные сводки. Определяется видимость вдоль ВПП. Осреднение за 1 минуту; используются данные, относящиеся к зоне приземления на основной ВПП.
METAR/SPECI. Определяется преобладающая видимость. При значительной разнице по направлениям определяются максимальная и минимальная видимости с их направлениями. Осреднение за 10 минут. Информация репрезентативна для аэродрома.
- Дальность видимости на ВПП

Местные сводки. Осреднение за 1 минуту. Тенденция не определяется. Используются данные, относящиеся к зоне приземления на основной ВПП, а при необходимости и к середине и концу ВПП.
METAR/SPECI. Осреднение за 10 минут.
- Явления погоды

Местные сводки. Явления погоды на аэродроме.
METAR/SPECI. Явления погоды на аэродроме и в окрестностях.
- Облачность

Местные сводки. ВНГО и вертикальная видимость определяются с дискретностью 10 м (по российским правилам).
METAR/SPECI. Дискретность измерений 30 м (100 футов).

## Пример сообщения АТИС
Цитируется по приказу ФСВТ России и Росгидромета:
- На русском:

Хабаровск АТИС. Информация Лима. Семнадцать тридцать. Заход ИЛС ВПП двадцать три левая. Влажная, местами покрыта мокрым снегом до семь мм. Сцепление ноль тридцать пять, ноль тридцать два, ноль тридцать четыре. Для взлета ВПП двадцать три правая. Мокрая, сцепление ноль четыре. Эшелон перехода тысяча восемьсот. Огни порога не работают. В районе аэродрома и на предпосадочной прямой возможны стаи птиц. Ветер у земли: пятьдесят градусов шесть, порывы десять. Высота сто. Двадцать градусов шесть. Круг. Тридцать градусов тринадцать. Видимость восемьсот. Дальность видимости на ВПП двадцать три левая тысяча двести. ВПП двадцать три правая тысяча четыреста. Туман, морось. Значительная восемьдесят. Сплошная четыреста. Температура семь. Точка росы шесть. ВПП двадцать три левая давление семь три четыре или девять семь восемь гектопаскалей. ВПП двадцать три правая давление семь три пять или девять восемь ноль гектопаскалей. Предупреждение. В слое от сто до тысяча семьсот умеренное обледенение. Изменение от восемнадцать ноль ноль: видимость тысяча пятьсот. Дымка. Сообщите получение Лима.

- На английском[10]:

Khabarovsk ATIS. Information Lima. One seven three zero. ILS approach runway two three left. Damp. Covered with wet snow patches seven millimetres. Braking action medium. Departure runway two three right. Wet. Braking action good. Transition level one thousand eight hundred metres. Threshold lights unservicable. Flocks of birds in aerodrome area and on final Wind zero five zero degrees six, maximum one zero metres per second. Visibility eight hundred metres. RVR. Runway two three left one thousand two hundred. Runway two three right one thousand four hundred. Fog. Drizzle. Cloud broken eight zero metres. Overcast four hundred. Temperature seven. Dew point six. Runway two three left QFE niner seven eight or seven three four millimetres. Runway two three right QFE niner eight zero or seven three five millimetres. Caution. Moderate icing between one hundred and one thousand seven hundred metres. Becoming from one eight zero zero, visibility one thousand five hundred metres. Mist. Acknowledge information Lima.

## Похожие системы

### Метеовещание
В ряде аэропортов России (особенно в аэропортах местных воздушных линий производится радиовещание метеоинформации («МЕТЕО») в ОВЧ-диапазоне на русском языке по упрощённой схеме:
- Позывной канала (например, Бугуруслан-МЕТЕО).
- Время наблюдения передаваемой метеоинформации по всемирному координированному времени (UTC).
- Направление и скорость ветра (у земли, на высоте круга).
- Видимость и дальность видимости на рабочей ВПП. При условиях CAVOK (сокр. Ceiling And Visibility OK — «нижняя граница облачности и видимость хорошие»: видимость более 10 км, отсутствие облачности ниже 1500 м, отсутствие особых явлений погоды, отсутствие кучево-дождевой облачности) в сводку включается фраза «условия хорошие», а значения видимости и облачности опускаются.
- Атмосферные явления (осадки, грозы, туман, дымка, пыльная буря, метель и т. д.).
- Облачность.
- Температура воздуха и точка росы.
- Давление на уровне порога ВПП (QFE) в мм рт. ст..
- Состояние взлетно-посадочной полосы, например, наличие воды или снега, и коэффициент сцепления.
- Прогноз погоды на ближайшие два часа (прогноз на посадку «ТРЕНД»).

Кроме того, в ряде аэропортов существует система ВОЛМЕТ, передающая на УКВ-частотах погоду сразу нескольких ближайших аэродромов.
Аналогичная система имеется и в КВ-диапазоне (Метеосправка).